# اتحاد اویلر
در ریاضیات اتحاد اویلر (به انگلیسی: Euler's identity) یا با نامی دیگر معادله اویلر، این اتحاد است که
{\displaystyle e^{i\pi }+1=0}
و در آن
{\displaystyle e} عدد اویلر، پایهٔ لگاریتم طبیعی،
{\displaystyle i} (یکه موهومی) با رابطهٔ {\displaystyle i^{2}=-1}،
و {\displaystyle \pi } (عدد پی) که ثابت نسبت محیط دایره است.
این اتحاد در آنالیز ریاضی به افتخار لئونارد اویلر ریاضیدان سوئیسی نامگذاری شده است؛ و به عنوان نمونه ای از زیبایی ریاضی شناخته می شوند.

## توضیح

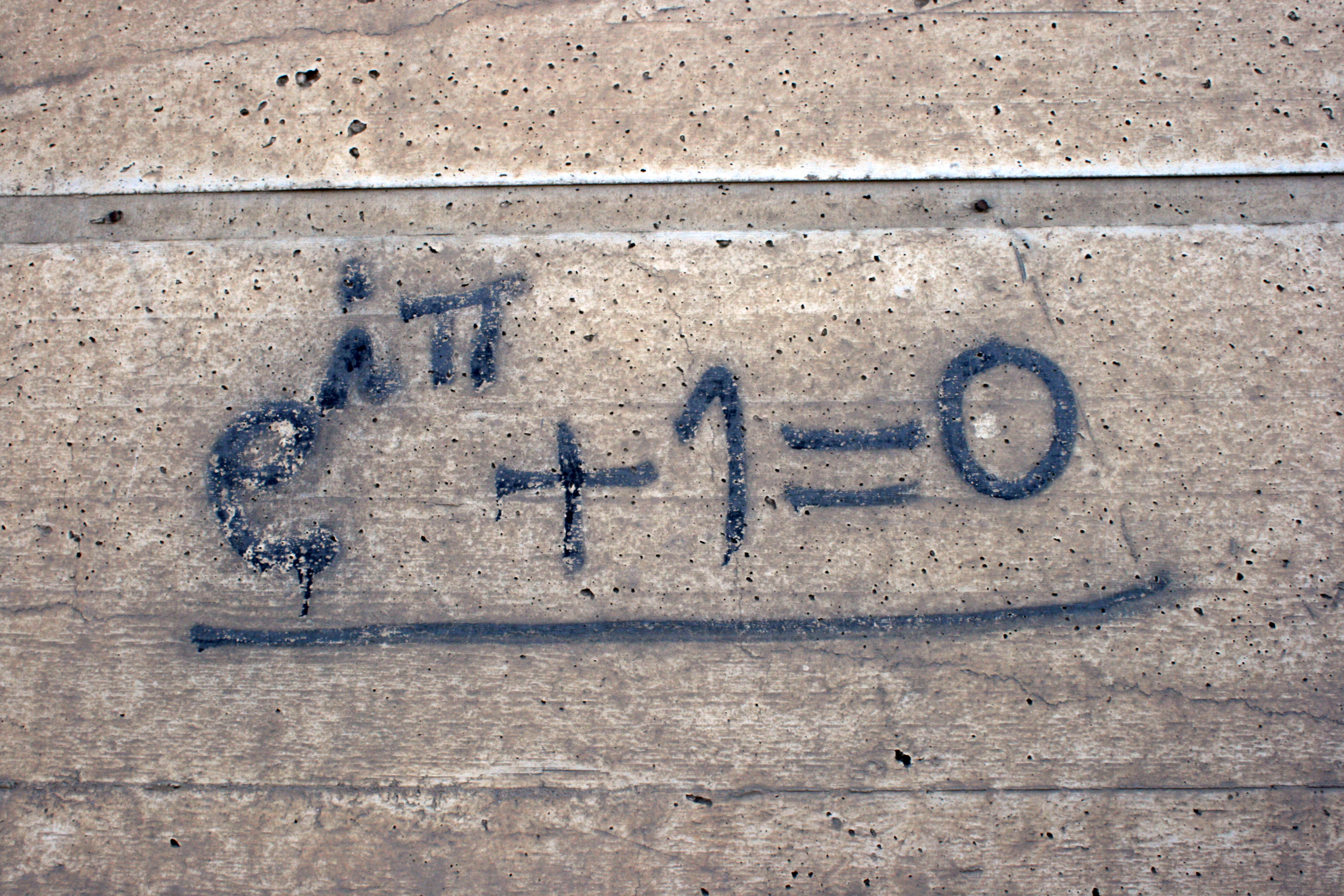
گرافیتو هویت اویلر

اتحاد اویلر حالت خاصی از فرمول اویلر در آنالیز مختلط است که بیان می‌دارد برای هر عدد حقیقی {\displaystyle x}:
{\displaystyle e^{ix}=\cos x+i\sin x\,\!}
که در آن مقادیر توابع مثلثاتی {\displaystyle \sin } و {\displaystyle \cos } بر حسب رادیان است.
پس اگر {\displaystyle x=\pi }، داریم:
{\displaystyle e^{i\pi }=\cos \pi +i\sin \pi .\,\!}
و از آنجا که
{\displaystyle \cos \pi =-1\,\!}
و
{\displaystyle \sin \pi =0,\,\!}
نتیجه می‌شود:
{\displaystyle e^{i\pi }=-1+0i,\,\!}
که اتحاد اویلر را نتیجه می‌دهد:
{\displaystyle e^{i\pi }+1=0.\,\!}

## زیبایی ریاضی
اتحاد اویلر اغلب به عنوان نمونه‌ای از زیبایی عمیق ریاضی ذکر می‌شود. در آن سه تا از اعمال حسابی پایه دقیقاً یک بار روی می‌دهند: جمع، ضرب و توان. این اتحاد همچنین پنج ثابت بنیادین ریاضی را به هم پیوند می‌دهد:
- عدد ۰، عنصر همانی جمع.
- عدد ۱، عنصر همانی ضرب.
- عدد π، که در هندسه فضای اقلیدسی و ریاضیات تحلیلی همه جا موجود است (π = ۳٫۱۴۱...)
- عدد e، پایه لگاریتم طبیعی، که به طور گسترده‌ای در آنالیز ریاضی خود را نشان می‌دهد (e = ۲٫۷۱۸...)
- عدد i، یکه موهومی اعداد مختلط، که میدانی از اعداد هستند که شامل ریشه همه چندجمله‌ای‌ها (آن‌هایی که ثابت نیستند) هستند، و مطالعه‌شان منجر به بینشی عمیق‌تر در حوزه‌های مختلف جبر و حسابان شد.

استاد ریاضیات دانشگاه استنفورد، کیث دولین گفته است، «مثل یک غزل شکسپیری که درست همان ماهیت واقعی عشق را مجسم می‌کند، یا نقاشی‌ای که زیبایی شکل و قالب انسان را به نمایش می‌گذارد، که بسیار بیش تر و فراتر از صرفاً منافذ پوستین است، اتحاد اویلر به عمق واقعی هستی نائل می‌شود.» و پاول ناهین، استاد بازنشسته (یا به صورت افتخاری از خدمت معاف شده) دانشگاه نیوهمپشر، که کتابی مختص فرمول اویلر و کاربردهایش در آنالیز فوریه نوشته است، اتحاد اویلر را دارای «زیبایی اعلا» توصیف می‌کند.